# 上條大輔
上條 大輔（かみじょう だいすけ）は、日本の映画監督、脚本家、劇作家。山梨県甲府市出身。

## 経歴
山梨県立甲府第一高等学校、多摩美術大学卒。
映画・テレビの制作会社を経て、フリーの助監督として映画業界に入り、佐藤信介、成島出、大友啓史、武正晴らの監督作品に参加する。
Angle Pictures所属。

## フィルモグラフィー

### 映画
- 食堂かたつむり（2010年） - 助監督
- ジーン・ワルツ（2011年） - 助監督
- うさぎドロップ（2011年） - 助監督
- るろうに剣心（2012年） - 助監督
- 牙狼-GARO- 〜蒼哭ノ魔竜〜（2012年） - 助監督
- 図書館戦争（2013年） - 助監督
- イン・ザ・ヒーロー（2014年） - 助監督
- るろうに剣心 京都大火編（2014年） - 助監督
- るろうに剣心 伝説の最期編（2014年） - 助監督
- ソロモンの偽証 前後編（2015年） - 助監督
- Hee & She（2015年） - 監督・脚本
- 図書館戦争-THE LAST MISSION-（2015年） - 助監督
- 火 Hee（2016年） - 助監督・脚本補助・編集
- アイアムアヒーロー（2016年） - 助監督
- 秘密 THE TOP SECRET（2016年） - 助監督
- 貞子vs伽椰子（2016年） - 助監督
- KABUKI DROP（2016年） - 監督・脚本[1]
- オトトキ（2017年） - 助監督・撮影
- ひだまりが聴こえる（2017年） - 監督
- HiGH&LOW THE MOVIE 2 / END OF SKY（2017年） - 脚本
- HiGH&LOW THE MOVIE 3 / FINAL MISSION（2017年） - 脚本
- 東映 presents HKT48×48人の映画監督たち「潜在意識の恋人」（2017年） - 監督・脚本・編集[2][3]
- Freerun on Earth（2018年） - 監督・脚本・編集
- DTC -湯けむり純情篇- from HiGH&LOW（2018年） - 監督補・脚本
- 僕だけは知っている（2019年） - 監督・脚本（京都国際映画祭・優秀賞[4]/SSFF & ASIA 2019・ベストアクター賞[5] 他）
- 3人の信長（2019年） - 監督補・脚本補助・VFX・ドローンオペレーター
- 私がモテてどうすんだ（2020年） - 脚本
- 女子は敷居を跨げば七人の敵あり（2020年） - 監督・脚本・編集（SSFF & ASIA 2020 他）
- るろうに剣心 The Final（2021年） - 演出応援
- るろうに剣心 The Beginning（2021年） - 演出応援
- 劇場版 がんばれ!TEAM NACS（2021年、WOWOW） - 監督補
- その1/（2021年） - 監督・脚本・編集（渋谷TANPEN映画祭CLIMAXat佐世保・ゴールデンバーガー賞（グランプリ）/監督賞/最優秀助演俳優賞 他）
- MIRRORLIAR FILMS Season2「The Little Star」（2022年） - 監督補・脚本補助
- 泥棒日記（2022年） - 監督・脚本
- 私たちは他人です（2022年） - 監督・脚本（SSFF & ASIA 2023・HOPPY HAPPY AWARD 他）
- ガリレオ 沈黙のパレード（2023年） - 演出応援
- ファミリア（2023年） - 演出応援
- 52ヘルツのクジラたち（2024年） - 演出応援
- 白縹（2024年） - 監督・脚本（渋谷TANPEN映画祭CLIMAXat佐世保 特別上映作品 他）
- 相対性長屋論（2024年） - 監督・脚本（SSFF & ASIA 2024・HOPPY HAPPY AWARD 特別上映作品 他）
- ようこ（2024年） - 監督・編集（横浜国際映画祭 特別上映作品 他）

### テレビドラマ
- 八王子ゾンビーズ/ドラマパート3・4・5話（2020年） - 監督・脚本[6]
- 6 from HiGH&LOW THE WORST（2020年） - 監督・脚本
- がんばれ!TEAM NACS（2021年、WOWOW） - 監督[7]
- ノンレムの窓 /2023新春 Ep2 代行社会（2023年） - 監督

### 配信ドラマ
- 緊急事態宣言 #2「孤独な19時」（2020年） - ドローンオペレーター
- 今際の国のアリス（2020年、Netflix） - 演出応援
- Air Fly（2022年、LINE NEWS） - 監督・構成
- 今際の国のアリス2（2022年、Netflix） - 演出応援

### TV CM
- JTB
  - いよいよ海外旅行はじまる・グルメ編/フォトジェニック編（2023年） - 監督
  - 人と地域をつなぐ旅 隠岐の島編（2023年） - 監督

### 舞台
- 寄席から始まる恋噺（2019年） - 脚本[8]
- 仁義なき戦い（2019年） - 脚本[9]

### アトラクション
- イマーシブ・フォート東京 【今際の国のアリス】イマーシブ・デスゲーム（2024年） - 映像演出

## 受賞歴
- 2023年 - ショートショート フィルムフェスティバル ＆ アジア2023 HOPPY HAPPY AWARD（『私たちは他人です/英題：Perfect Strangers』）
- 2021年 - 渋谷TANPEN映画祭CLIMAXat佐世保 ゴールデンバーガー賞（グランプリ）,最優秀助演俳優賞,監督賞（『その1/英題：WALK ON』）
- 2020年 - 那須ショートフィルムフェスティバル 奨励賞（『女子は敷居を跨げば七人の敵あり/英題：No girl is without enemies』）
- 2019年 - 第21回ショートショートフィルムフェスティバル ベストアクター賞（『僕だけは知っている』）[10]
- 2019年 - 第6回京都国際映画祭 クリエイターズ・ファクトリー 優秀賞（『僕だけは知っている』）[4]
- 2019年 - Crown Wood International Film Festival BEST SHORT FILM（『僕だけは知っている/英題：No one but I know』）
- 2019年 - White Unicorn International Film Festival BEST SHORT FILM（『僕だけは知っている/英題：No one but I know』）
- 2019年 - Japanese Serbian Film Festival BEST SHORT FILM（『僕だけは知っている/英題：No one but I know』）